# Snowboarder’s Ankle

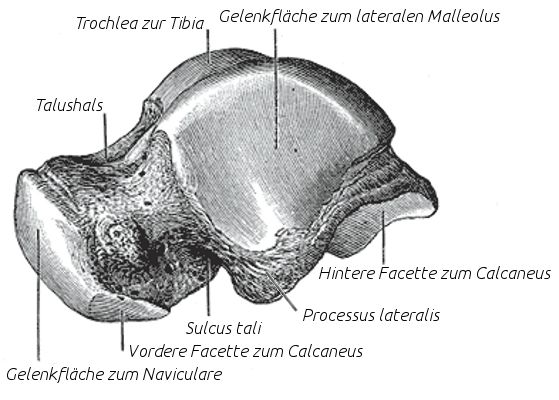
Anatomie des Talus (linkes Bein) mit Aufsicht auf den Processus lateralis

Snowboarder’s Ankle bezeichnet einen früher selten diagnostizierten, speziellen Knochenbruch des Sprungbeins, der mit der Verbreitung des Snowboards im Wintersport deutlich an Häufigkeit zugenommen hat. Betroffen ist der Processus lateralis tali, ein Fortsatz des Sprungbeins, der nach außen weist und einen Teil der Gelenkverbindung mit dem Außenknöchel des Wadenbeins und nach unten zum Fersenbein bildet.

## Begriffsbildung
Eine frühe Beschreibung der Fraktur des Processus lateralis tali findet sich schon 1965, hier jedoch noch nicht im Zusammenhang mit dem Snowboarden. Mit der zunehmenden Häufigkeit von Verletzungen beim Snowboarden wurden diese auch systematischer – oft im Vergleich mit typischen Verletzungen bei Skifahrern – wissenschaftlich untersucht. Mit dem Bewusstsein, dass es sich um eine für Snowboarder typische Verletzung handelt, wurde zunächst der Begriff Snowboarder’s fracture geprägt, später kam die Bezeichnung Snowboarder’s ankle hinzu. Dabei schließt der englische Begriff ankle im Gegensatz zur deutschen Übersetzung Knöchel das Sprungbein mit ein.

## Entstehung
Beim Snowboarden entsteht die Verletzung typischerweise bei einer Landung nach einem Sprung auf unebener Fläche, wobei die Frage nach einem Zusammenhang zwischen dem Typ des Snowboardschuhs und der Wahrscheinlichkeit einer Fraktur am Processus lateralis unterschiedlich beantwortet wird. Da Anfänger meist noch nicht mit dem Board springen, ist die Fraktur eher eine Verletzung des fortgeschritteneren Snowboarders. 
Der genaue Unfallmechanismus wird mit einer Kombination von Dorsalextension, axialer Stauchung und je nach Quelle Außenrotation, Supination oder Pronation angegeben. Hierzu wurden unter anderem Versuche an Leichenbeinen durchgeführt.
Eine weitere Sportart, bei der der Bruch beschrieben wurde, ist das Wakeboarden.
Auch bei anderen Unfällen mit gestrecktem Bein und axialer Stauchung (z. B. Bremsversuch mit anschließendem Auffahrunfall) kann ein gleiches Verletzungsmuster auftreten.

## Klinik und Diagnostik
Die Verletzung stellt sich mit Schmerzen und Schwellung in der Fußwurzel und außen am Fuß dar. Diese Befunde können leicht mit einer Verstauchung, Zerrung oder einem Bänderriss am Außenknöchel verwechselt werden. Dieses insbesondere, wenn nicht bekannt ist, dass es sich um einen Snowboarder handelt. Auch ist der Knochenbruch auf Übersichtsröntgenbildern manchmal schwer zu erkennen. Eine Computertomographie kann die Bruchlinien überlagerungsfrei darstellen und ist für die Planung der richtigen Therapie hilfreich.

### Frakturtypen

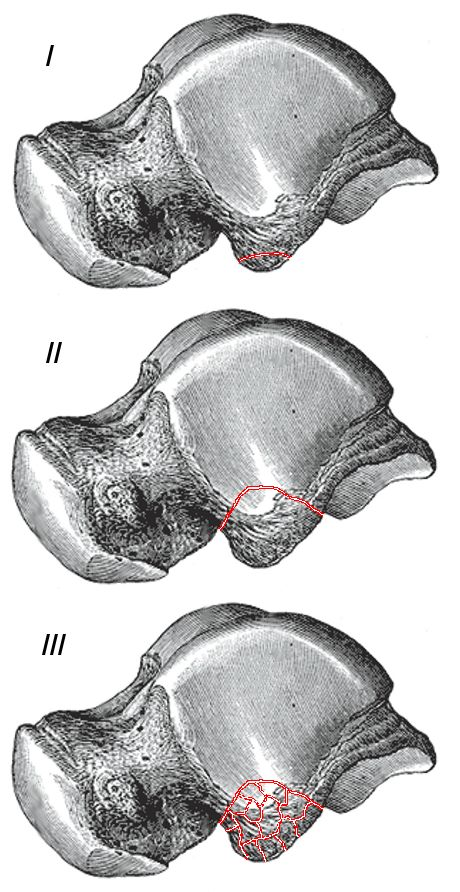
Einteilung der Frakturen des Processus lateralis tali nach McCrory / Bladin

Je nachdem, wie die einzelnen Bruchlinien verlaufen und wie groß die Fragmente sind, ist eine unterschiedliche Behandlung anzustreben. Eine Klassifikation in drei verschiedene Frakturtypen wurde schon 1965 vorgeschlagen. Die heute gebräuchliche Einteilung stammt von McCrory und Bladin (1996):
- Typ I: Kleines Fragment an der Spitze des Processus lateralis ohne Gelenkbeteiligung.
- Typ II: Ein größeres Fragment mit Beteiligung der Gelenkflächen zum Außenknöchel und nach caudal zum Calcaneus. Dieser Typ kann operativ verschraubt werden.
- Typ III: Trümmerbruch mit vielen Kleinfragmenten.

## Behandlung
Die Möglichkeiten der Behandlung hängen von dem Typ der Fraktur ab. Wenn das äußere Bruchstück groß genug ist (über 1 cm, Typ II nach McCrory-Bladin), kann selbst bei nur geringfügiger Dislokation eine operative Refixation mit Minifragment-Schrauben erfolgen. Eine solche Refixation scheint gegenüber der konservativen Behandlung einen Vorteil für den Patienten zu ergeben. Aber auch die Entfernung von Kleinfragmenten unter 1 cm (Typ I) oder von Trümmerfragmenten einer Typ-III-Fraktur aus dem Gelenkbereich kann zu einem besseren Ergebnis führen, wenn eine Refixation nicht möglich ist. Die konservative Therapie sollte in einer Gipsruhigstellung in einer leichten Spitzfußstellung erfolgen, sie ist aber komplikationsanfällig und im Wesentlichen bei den Patienten empfohlen, bei denen eine Kontraindikation gegen eine Operation vorliegt, da sie häufig zu einer schmerzhaften Pseudarthrose führt, die dann sekundär eine Exzision oder sogar eine subtalare Arthrodese notwendig werden lässt.